# Baños árabes de La Zubia

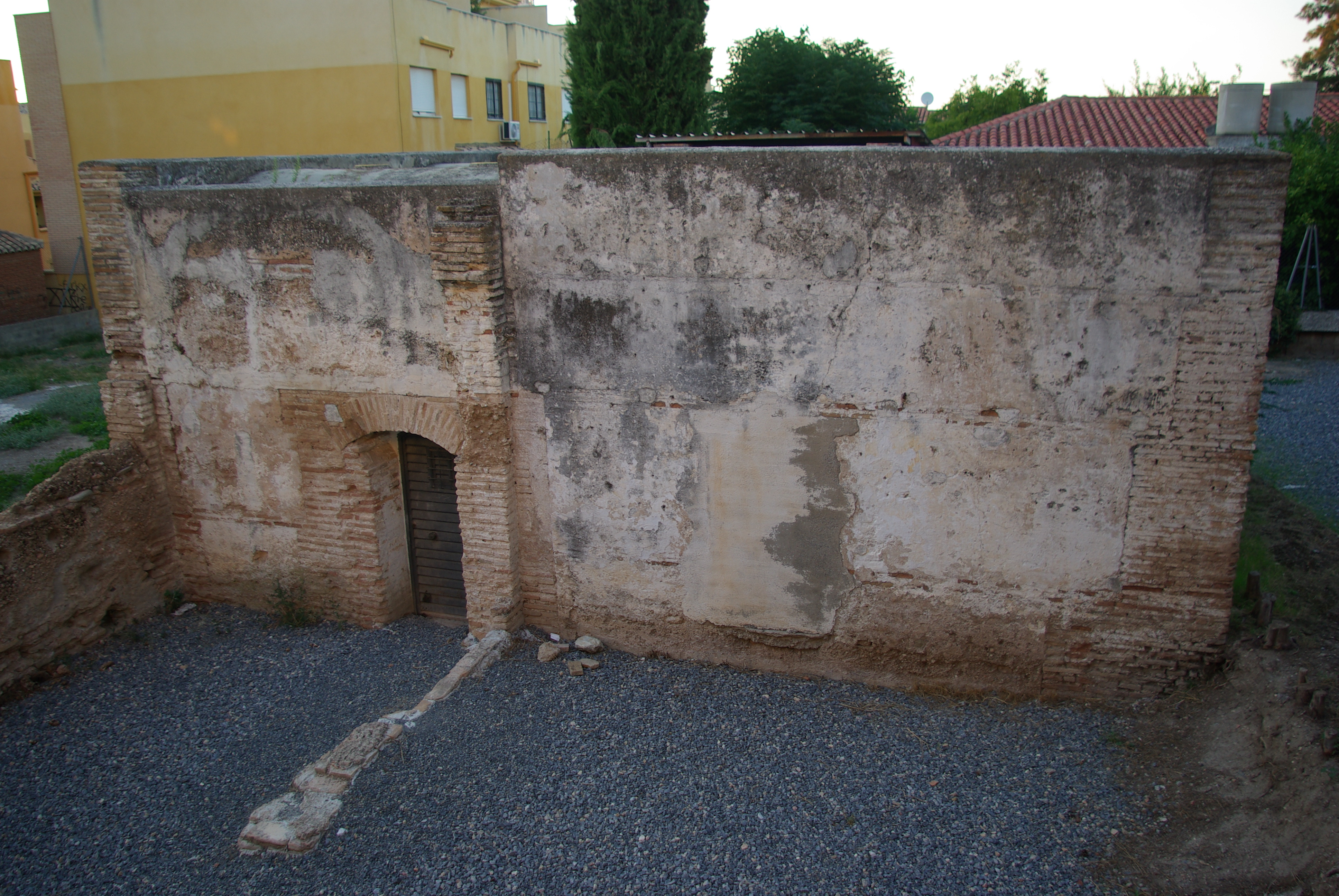

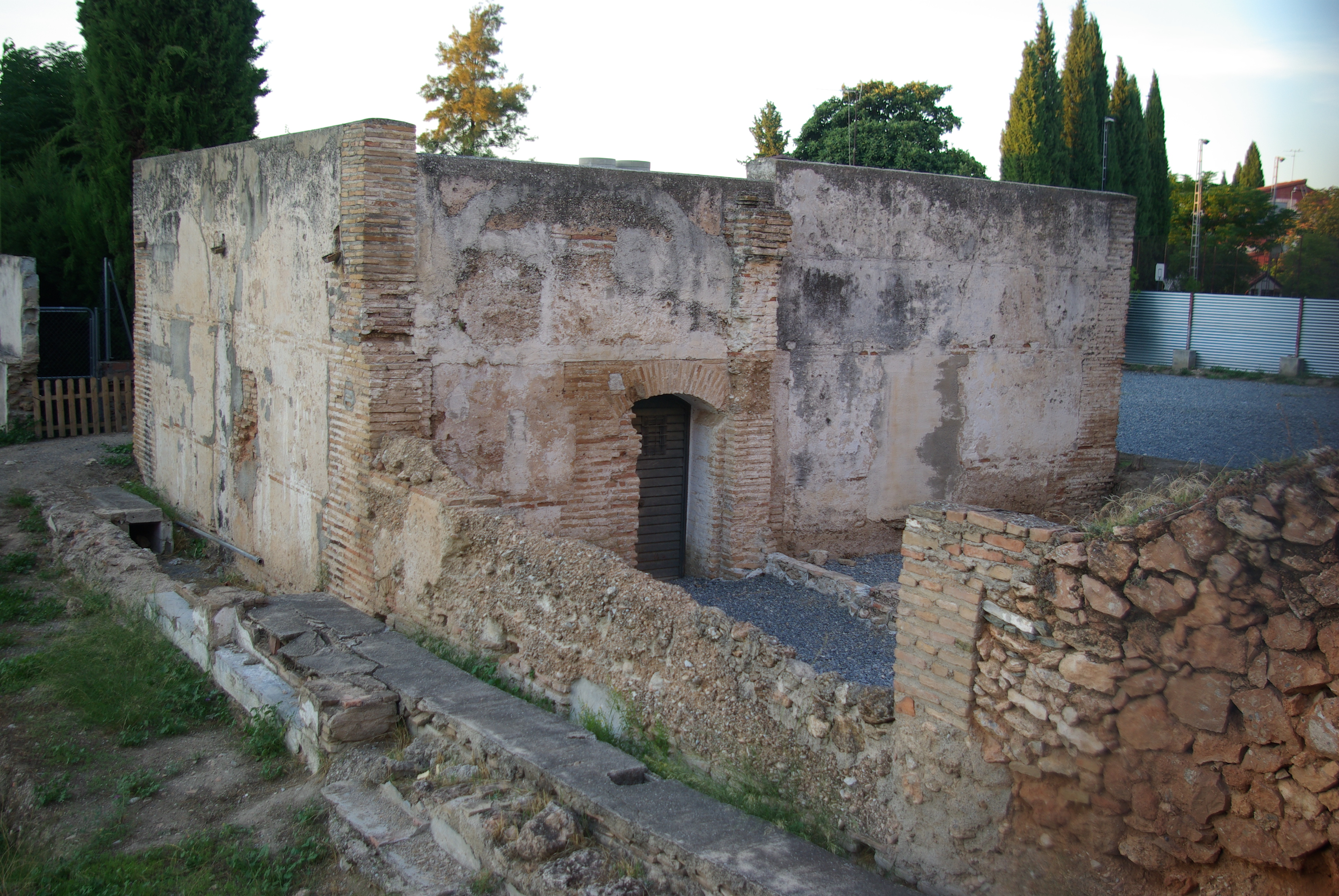

Los baños árabes de La Zubia, en la provincia de Granada, España, fueron construidos entre los siglos XII y XIII. Se ubican en el borde del casco urbano, cerca de un área de huertas que conforman el borde natural de esta población en su zona norte, estando su situación determinada por el trazado de la acequia que le suministraba agua, que corre transversal al inmueble y constituyen un interesante ejemplo de la tipología de baño rural musulmán. 
Este inmueble y la cercana Casa de las Infantas son los únicos restos conservados de las edificaciones árabes que existieron en la histórica alquería de La Zubia.
El edificio sigue el modelo de baño rural musulmán, determinado por su estructura simplificada y su carácter eminentemente funcional, en el que sobresale la extraordinaria solidez de la construcción. 
Su distribución consiste en una sucesión de salas, de las cuales dos de 8,3 metros de longitud se conservan completas y de una tercera adosada transversalmente, que se corresponde con el vestíbulo se observan los restos. 
Las naves son de planta rectangular, paralelas y de idénticas dimensiones. Se cubren con bóvedas de medio cañón, decoradas con lumbreras de forma estrellada, que cumplen la función de iluminar y ventilar el espacio interior. 
En la actualidad, se accede desde el exterior directamente a la primera sala, a través de un espacio dividido en dos arcos, el exterior escarzado y el interior adintelado. Los arcos de paso a la segunda sala y a la zona de calderas se sitúan en línea con el primero.
En el exterior, se observan restos de muros de ladrillo donde apoyaban las bóvedas de las salas desaparecidas. Los volúmenes son nítidos y carecen de ornamentación. Estos rasgos, junto a la solidez de la fábrica realizada en ladrillo, reafirman el carácter eminentemente funcional del edificio.
Por otra parte, se conservan restos de las infraestructuras propias del baño, como la caldera y la leñera, registrándose también el trazado de la acequia que suministraba agua al edificio.